# Битва при Гвасталле
Битва при Гвасталле (фр. Bataille de Guastalla) — сражение состоявшееся 19 сентября 1734 года в окрестностях Гвасталлы, в ходе войны за польское наследство между французско-сардинской и австрийской армиями.

## История
После неудачного сражения при Куистелло, 15 сентября 1734 года, союзная французско-сардинская армия отступила к Гвасталле; сардинский король Карл Эммануил III решил расположить войска на позиции между реками Кростоло и По.
Выйдя из Луццары, фон Кёнигсегг во главе сорока тысяч человек появился 19 сентября около десяти часов перед франко-пьемонтскими позициями. 
Силы союзной армии состояли из 12 бригад пехоты и 46 эскадронов кавалерии; правое крыло, под командованием французского маршала Куаньи, примыкало к деревне Баканелло на реке Кростоло; центром командовал король Карл Эммануил III, а левым крылом, примыкавшим к реке По, маршал граф Брольи. Вся позиция была прикрыта лесками; только часть левого крыла стояла на открытом месте.
Австрийцы, обманутые движением войск и обоза через мост за левым крылом неприятельской армии, полагали, что союзники отступают за По и оставшиеся по эту сторону реки войска представляют лишь арьергард; это заставило австрийского фельдмаршала графа Кёнигсегга обратить свои силы (40 батальонов и 68 эскадронов) только на одно левое крыло противника, что дало возможность королю постепенно усиливать его войсками центра и правого крыла. После семичасового боя и пяти безуспешных атак граф Кёнигсегг приказал отступать. Отступление прикрывал генерал граф Нейперг; маршал Куаньи преследовал его.
Австрийцы потеряли 3 генералов (князя Вюртемберг-Винненталя, маршала Вальпарайза и маркиза Кольменеро), 56 офицеров и 1520 нижних чинов; французы лишились генерала Франсуа д’Аффри, маркиза Мамона и 1 600 рядовых. Было ранено около 4 тысяч человек с каждой стороны.
После того, как франко-пьемонтская армия не воспользовалась своей победой, австрийские части смогли стабилизировать свои позиции у Луццары и предотвратить дальнейшее наступление на Мантую, так как Карл Эммануил III не был заинтересован в завоевании Мантуи, потому что она отошла бы испанцам в случае победы.